# Зитцендорф (Тюрингия)
Зитцендорф (нем. Sitzendorf) — община в Германии, в земле Тюрингия.
Входит в состав района Заальфельд-Рудольштадт. Подчиняется управлению Миттлерес Шварцаталь. Население составляет 890 человек (на 31 декабря 2010 года). Занимает площадь 2,52 км².